# Lee Hoi-chuen
Lee Hoi-chuen (李海泉T, 李海泉S, Lǐ HǎiquánP; Jun'an, 4 febbraio 1901 – Hong Kong, 7 febbraio 1965) è stato un cantante, attore teatrale e attore hongkonghese, padre del famoso attore e artista marziale Bruce Lee e del cantante Robert Lee.

## Biografia
Hoi-chuen è stato uno dei più famosi cantanti e attori d'opera cantonese. Durante una lunga serie di esibizioni negli Stati Uniti, accompagnato dalla moglie Grace Ho (1907-1996), nel 1940 nacque il suo quarto figlio, Bruce Lee. Tre mesi dopo la nascita di Bruce, Hoi-chuen tornò a Hong Kong, dove subì l'occupazione giapponese.
Dopo la guerra, Hoi-chuen riprese la carriera di cantante d'opera, cominciando anche ad interpretare ruoli cinematografici.
Morì a Hong Kong il 7 febbraio 1965, tre giorni dopo il suo 64º compleanno e una settimana dopo la nascita del nipote Brandon.

## Nella cultura di massa
Hoi-chuen, tramite immagini di repertorio, è apparso in due documentari sul figlio Bruce: Bruce Lee: The Man and the Legend (1973) e Bruce Lee - The Legend (1984).
Nel film del 2010 Bruce Lee, My Brother è stato interpretato da Tony Leung Ka-Fai.

## Filmografia

### Attore
- Dajie Yinsilu, regia di Fung Chi-Kong (1939)
- Qimi Yang Zhuangyuan (1947)
- Huo shu yin hua, regia di Peng Hu (1947)
- Bai niao zhao feng, regia di Oi-Man Cheang e Ng Yat-siu (1947)
- Huang jin shi jie, regia di Ng Wui (1948)
- Wan zi qian hong, regia di Sam Leung (1948)
- Five Rascals in the Eastern Capital, regia di Wong Hok-Sing (1948)
- Fu gui fu yun, regia di Leung Yue (1948)
- Da si xi, regia di Yam Wu-Fa (1949)
- Xi lu xiang, regia di Fung Fung (1950)
- Dong Xiao Wan, regia di Disheng Tang (1950)
- Ren hai wan hua tong, regia collettiva (1950)
- Gu ling jing guai, regia di Ng Wui (1952)
- Zi shu nu, regia di Gongliang Yang (1954)
- Xia yi dai, regia di Peng Hu (1955)
- Hou chuang, regia di Pei Chan, Ng Wui e Ji Zhu (1955)
- Yu chang jian, regia di Shu-Sun Chiu e Wong Hok-Sing (1957)
- Huowang fangong shisi nian, regia di Weiguang Jiang (1958)
- Li yu jing, regia di Wong Hok-Sing (1958)
- Qi jing hua, regia di Wong Hok-Sing (1959)
- San yue du juan hun, regia di Kea Chu (1959)
- Gang gu ye, regia di To Lung (1961)

### Filmati d'archivio
- Bruce Lee: The Man and the Legend (Li Xiao Long De Sheng Yu Si), regia di Shih Wu (1973)
- The Real Bruce Lee, regia di Kim Si-Hyeon e Jim Markovic (1977)
- Bruce Lee - The Legend, diretto da Leonard Ho (1984)